# Azadirachtin
Azadirachtin je organická sloučenina patříící mezi limonoidy, sekundární metabolit přítomný v semenech azadirachty indické. Jedná se o vysoce oxidovaný tetranortriterpenoid obsahující velké množství kyslíkatých funkčních skupin, například enolether, acetal, poloacetal, tetrasubstituovaný epoxid a několik esterů.

## Umělá syntéza
Azadirachtin má složitou strukturu; obsahuje sekundární i terciární hydroxyly a tetrahydrofuranové skupiny i 16 stereocenter, z nichž je 7tetrasubstituovaných. V důsledku toho je jeho totální syntéza (příprava z jednoduchých výchozích látek) značně obtížná.
První totální syntéza byla popsána 22 let po objevu sloučeniny: provedla ji výzkumná skupina, kterou vedl Steven Ley, v roce 2007.

## Výskyt a použití
Azadirachtin byl původně popsán jako rostlinný toxin omezující spásání sarančaty všežravými (Schistocerca gregaria), později bylo zjištěno, že ovlivňuje více než 200 druhů hmyzu, převážně tlumením spásání a narušováním růstu. Azadirachtin účinkuje proti Spodoptera littoralis, druhu odolnému vůči většině biopesticidů, jako je Bacillus thuringiensis. Azadirachtin je biologicky rozložitelný (při vystavení světlu a vodě se do 100 hodin rozkládá) a má velmi nízkou toxicitu vůči savcům (LD50 u krys je vyšší než 3,540 mg/kg).
Tato látka se nachází (v množství odpovídajícímu 0,2 až 0,8 hmotnostním procentům) ve stromu azadirachtě indické (Azadirachta indica). V semenech, listech i kůře této rostliny bylo také objeveno několik dalších látek podobných azadirachtinu biologicky aktivních proti řadě druhů hmyzu.
Protože čistý nimbový olej obsahuje i další insekticidní a fungicidní látky, tak se před použitím jako pesticid ředí vodou, obvykle v poměru okolo 8 ml na litr vody.
Azadirachtin je aktivní složkou mnoha insekticidů, jako jsou TreeAzin, AzaMax, BioNEEM, AzaGuard, AzaSol, Terramera Proof a Terramera Cirkil.
Azadirachtin je synergistou biopesticidní houby Beauveria.
Nimbecidin je přírodní insekticid obsahující převážně azadirachtin, s příměsí několika dalších limonoidů.

## Biosyntéza
Azadirachtin vzniká ve složité metabolické dráze, předpokládá se, že jeho prekurzorem je steroid tirukalol. Tvorba tirukalolu
začíná kondenzací dvou ekvivalentů farnesyldifosfátu (FPP) za vzniku 30uhlíkatého triterpenu, který následně odštěpí tři methylové skupiny za tvorby 27uhlíkatého steroidu. Tento steroid podstoupí allylovou izomerizaci, kterou se vytváří butyrospermol, jenž je poté oxidován. Oxidovaný butyrospermol následně projde Wagnerovým–Meerweinovým 1,2-methylovým přesmykem za vzniku apotirukalolu.
Apotirukalol se stává tetranortriterpenoidem, jehož čtyři uhlíky ve vedlejším řetězci jsou odštěpeny. Zbylé uhlíky ve vedlejším řetězci vytvoří furanový kruh a molekula je dále oxidovaná na azadiron a azadiradion. Třetí kruh se posléze otvírá a oxiduje za tvorby C-sekolimonoidů, jako jsou nimbin, nimbidinin a salannin, které se esterifikují s kyselinou tiglovou, odvozenou od L-isoleucinu. Azadiron se mění na salanin, jenž se nakonec oxiduje a cyklizuje za vznikuh azadirachtinu.